# Lago Ritsa
El lago Ritsa (en abjaso: Риҵа, en georgiano: რიწა, en ruso Рица) se encuentra en el norte de Abjasia, Georgia es un lago en las Montañas del Cáucaso, rodeado de montañas pobladas con bosques mixtos y vegetación subalpina. El agua es fría y clara. Las montañas que rodean al lago tienen una altura entre 2000 y 3500 metros. Muchas especies de abetos (Abies nordmanniana) que llegan a una altura de 70 metros se encuentran en los alrededores del lago.
Cerca del lago Ritsa se encuentra el lago Pequeño Ritsa, con 0.2 km² de superficie, también conocido como "Patara Ritsa" (en georgiano: პატარა რიწა), encontrándose a 1235 metros de altitud, 76 metros de profundidad máxima y 275 metros de ancho.
En 1930 se creó la Reserva Natural de Ritsa, con 162.89 km² de extensión, para proteger el estado natural del lago y el terreno circundante. El camino hacia el Mar Negro fue construido en 1936. El lago fue una importante atracción turística durante la época soviética, y aún ahora es frecuentado por turistas rusos.
El lago Ritsa es uno de los lagos más profundos de Abjasia, Georgia con 116 metros, y es rico en truchas. El promedio de temperatura anual es de 7.8 °C, siendo en enero de -1.1 °C y en agosto de 17.8 °C. El promedio de precipitación anual es de 2000 a 2200 mm. Los inviernos son nevados, y los veranos templados. Tiene 2,5 kilómetros de largo, y un máximo de 1,05 kilómetros de ancho, con una profundidad media de 63 metros.
El lago Ritsa se alimenta de siete ríos, y es drenado por el río Iupshara. El balneario de Avadjara se encuentra en el norte del lago. El líder soviético Stalin tenía una de sus casas de verano (dacha) en el lago. Hoy en día, esta dacha pertenece al gobierno abjaso.
Las cumbres que rodean el lago son el Monte Pshgishja (2,222 m), Monte Atsetuka (2,542 m) y Monte Agepsta (3,263 m). El lago tuvo su origen en un gran desprendimiento en el siglo XVIII del Monte Pshgishja que originó un dique en el río Iupshara, dando origen al lago de Ritsa.

## Leyendas de Ritsa
En tiempos antiguos había un valle y un río en donde hoy está el lago. Una niña llamada Ritsa vivía con sus tres hermanos, Agepsta, Atsetuka y Pshegishja. Ritsa solía pastorear sus animales en el valle, y sus hermanos cazaban en las altas montañas por el día, y bajaban al valle por la noche, para comer, cantar canciones y admirar a su hermana.
Uno de los hermanos se adentró muy lejos en las montañas. Ritsa lo echaba de menos y se puso a cantar. Los bandidos de los bosques Gega e Iupshara, la escucharon y decidieron raptarla. Ipushara la cogío y cabalgó valle abajo mientras Gega le cubría el flanco. Los hermanos de Ritsa la oyeron gritar y fueron en su rescate.
Pshegishja lanzó su espada contra los ladrones, pero falló y su espada voló sobre el río. El valle se llenó de agua y se formó el lago. Ritsa se libró de la sujeción de Iupshara, pero se cayó al lago. Los hermanos no pudieron salvarla. Entonces Pshegishja lanzó al ladrón Iupshara dentro del lago, pero las aguas de Ritsa no pudieron aceptarlo y lo lanzaron sobre la espada de Pshegishja, y las aguas se lo llevaron río abajo hacia el mar. Gega corrió en busca de Iupshara, pero no lo pudo rescatar.
Los hermanos, profundamente apenados, se volvieron a las montañas, y todavía están allí protegiendo el lugar en el que Ritsa descansa.

### Adiós, madre patria
En la década de 1930, durante la construcción de la dacha de Stalin, los soldados que llevaban material de construcción por el desfiladero, en la parte más peligrosa, un camión cayó. Cuando el camión caía, el conductor gritó: ¡Adiós, madre patria! ("Прощай, Родина!"), llamándose desde ese momento el lugar "Adiós madre patria" entre los conductores.
- Vista de la zona "Adiós madre patria"

## Galería

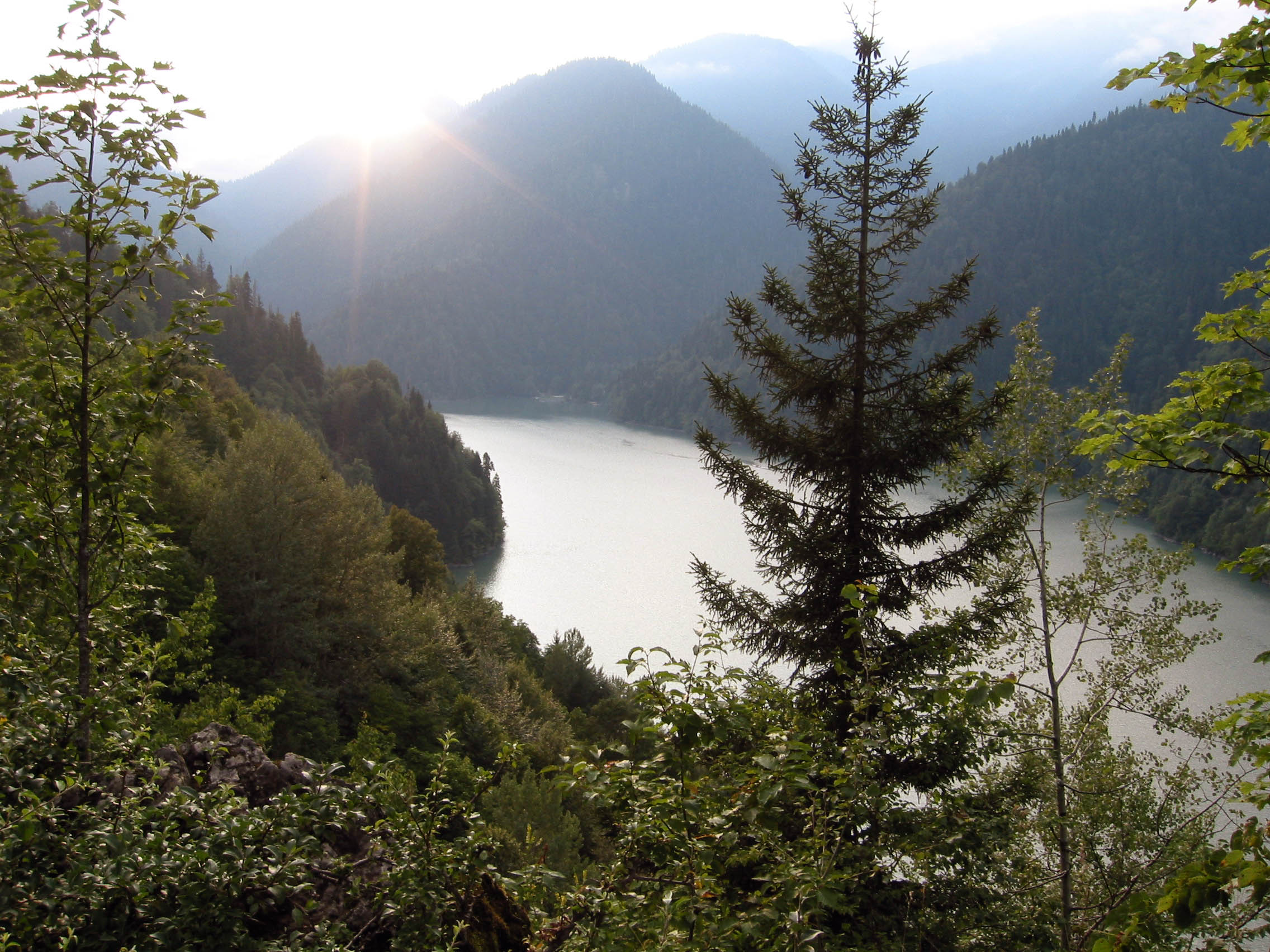
Lago Ritsa
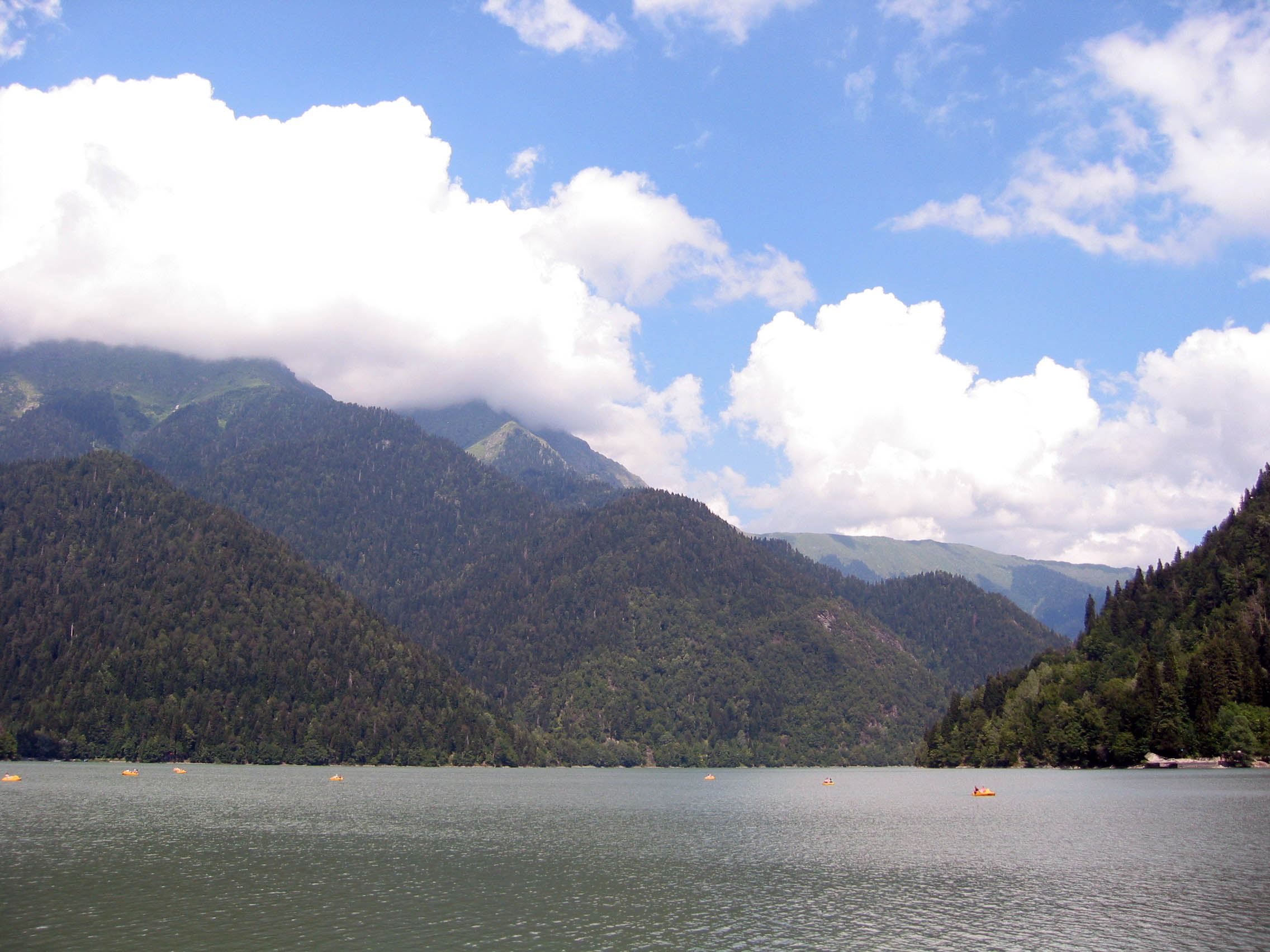
Botes de recreo en Ritsa
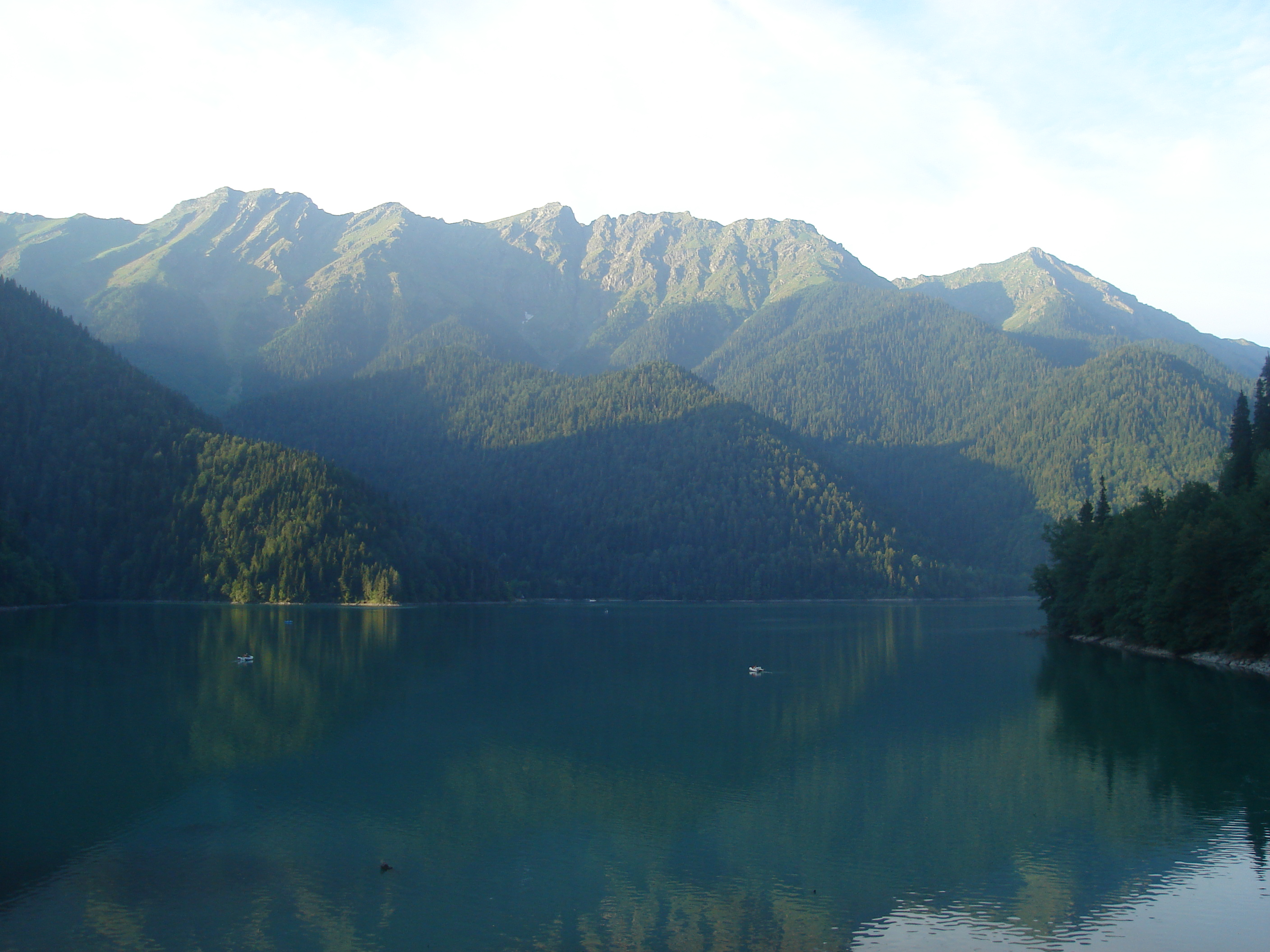
Montañas alrededor del lago